# 比較文化心理学
比較文化心理学（ひかくぶんかしんりがく）は、心の基礎的なプロセスは人類に普遍的に備わっているという前提のものに、人の心の基礎的なプロセスが普遍的であることを実証することを目的とするものである。
比較文化心理学において、異なった反応があっても、それは普遍的心理プロセスが反応する、文化にある刺激布置や社会規範などが異なるからであるという形式をとることが多く、実験パラダイムや測定尺度も文化にかかわらず同じものが使えるという前提をもつ。また、比較文化心理学では、因果関係を重視し、心理の媒介物としての文化を考え、刺激等価性などの研究を行う。